# Campeonato Africano de Atletismo de 2024 - 800 m masculino
A prova dos 800 metros masculino do Campeonato Africano de Atletismo de 2024 foi disputada nos dias 22 e 23 de junho, no Estádio de Japoma, em Duala, nos Camarões.

## Recordes
Antes desta competição, os recordes mundiais e do campeonato nesta prova eram os seguintes:
|                       | Nome          | Nacionalidade | Tempo     | Local   | Data                |
| --------------------- | ------------- | ------------- | --------- | ------- | ------------------- |
| Recorde mundial       | David Rudisha | Quênia        | 1m 40s 91 | Londres | 9 de agosto de 2012 |
| Recorde do campeonato | David Rudisha | Quênia        | 1m 42s 84 | Nairóbi | 30 de julho de 2010 |
| Recorde africano      | David Rudisha | Quênia        | 1m 40s 91 | Londres | 9 de agosto de 2012 |

## Medalhistas
| Ouro                  | Prata                      | Bronze            |
| Alex Kipngetich (KEN) | Kethobogile Haingura (BOT) | Tom Dradiga (UGA) |

## Cronograma
Todos os horários são locais (UTC+1).
| Data        | Hora  | Evento  |
| ----------- | ----- | ------- |
| 22 de junho | 16:14 | Bateria |
| 23 de junho | 17:20 | Final   |

## Resultados

### Bateria
Qualificação: 2 atletas de cada bateria (Q) mais os 2 melhores qualificados (q).
| Posição | Bateria | Atleta                | Nacionalidade             | Tempo   | Notas            |
| ------- | ------- | --------------------- | ------------------------- | ------- | ---------------- |
| 1       | 2       | Alex Kipngetich       | Quênia                    | 1:45.59 | Q                |
| 2       | 2       | Idow Hassan Ali       | Somália                   | 1:46.40 | Q                |
| 3       | 2       | Tumo Nkape            | Botswana                  | 1:46.68 | q                |
| 4       | 1       | Kethobogile Haingura  | Botswana                  | 1:46.86 | Q                |
| 5       | 2       | Éric Nzikwinkunda     | Burundi                   | 1:46.97 | q                |
| 6       | 1       | Edose Ibadin          | Nigéria                   | 1:47.65 | Q                |
| 7       | 1       | Nicholas Kebenei      | Quênia                    | 1:48.07 |                  |
| 8       | 1       | Dawid Dam             | Namíbia                   | 1:48.40 |                  |
| 9       | 3       | Tom Dradiga           | Uganda                    | 1:48.81 | Q                |
| 10      | 1       | Makman Yoagbati       | Togo                      | 1:48.99 | Recorde nacional |
| 11      | 3       | Yohannes Tefera       | Etiópia                   | 1:49.00 | Q                |
| 12      | 2       | Hazem Miawad          | Egito                     | 1:49.05 |                  |
| 13      | 2       | Francky Mbotto        | República Centro-Africana | 1:49.09 |                  |
| 14      | 3       | Abdellah Mouzlib      | Marrocos                  | 1:49.13 |                  |
| 15      | 2       | Mohamed Idriss Hassan | Djibuti                   | 1:49.87 |                  |
| 16      | 3       | Abdessalem Ayouni     | Tunísia                   | 1:50.61 |                  |
| 17      | 1       | Samuel Buche          | Etiópia                   | 1:50.73 |                  |
| 18      | 3       | Samuel Dari           | Chade                     | 1:53.20 |                  |
| 19      | 3       | Alaa Al-Gorni         | Líbia                     | 1:53.63 |                  |
| 20      | 1       | Kabelo Mohlosi        | África do Sul             | 1:54.93 |                  |
| 21      | 1       | Medard Behodjingar    | Chade                     | 1:56.48 |                  |
| 22      | 1       | Aboubakar Soudi       | Camarões                  | 1:56.48 |                  |
| 23      | 3       | Sylvain Azonhin       | Benim                     | 1:57.21 |                  |
| 24      | 2       | Esmael Freitas        | São Tomé e Príncipe       | 1:57.64 |                  |
| 99      | 2       | Killian Daude         | Reunião                   | DNS     |                  |
| 99      | 3       | Patrice Remandro      | Madagáscar                | DNS     |                  |
| 99      | 3       | Fabrice Iradukunda    | Burundi                   | DNS     |                  |

### Final
A final ocorreu dia 23 de junho às 17:20.
| Posição           | Atleta               | Nacionalidade | Tempo   | Notas |
| ----------------- | -------------------- | ------------- | ------- | ----- |
| Medalha de ouro   | Alex Kipngetich      | Quênia        | 1:45.02 |       |
| Medalha de prata  | Kethobogile Haingura | Botswana      | 1:45.54 |       |
| Medalha de bronze | Tom Dradiga          | Uganda        | 1:46.01 |       |
| 4                 | Tumo Nkape           | Botswana      | 1:46.69 |       |
| 5                 | Éric Nzikwinkunda    | Burundi       | 1:47.09 |       |
| 6                 | Edose Ibadin         | Nigéria       | 1:47.95 |       |
| 7                 | Idow Hassan Ali      | Somália       | 1:48.37 |       |
| 8                 | Yohannes Tefera      | Etiópia       | 2:01.76 |       |

Legenda
| Recorde mundial       | Recorde mundial (World record)               |                       | Recorde africano                      | Recorde africano (African) |                                           | Q | Classificado por posição (Qualified) |
| Recorde do campeonato | Recorde do campeonato (Championship record)  | Recorde da América    | Recorde da América (Americas)         | q                          | Classificado por melhor tempo (Qualified) |   |                                      |
| Melhor marca do ano   | Melhor marca do ano (World leading)          | Recorde asiático      | Recorde asiático (Asian)              | DNS                        | Não largou (Did not start)                |   |                                      |
| Recorde nacional      | Recorde nacional (National record)           | Recorde europeu       | Recorde europeu (European)            | DNF                        | Não terminou (Did not finish)             |   |                                      |
| Recorde pessoal       | Recorde pessoal do atleta (Personal best)    | Recorde da Oceania    | Recorde da Oceania (Oceania)          | DSQ / DQ                   | Desclassificado (Disqualified)            |   |                                      |
| Recorde da temporada  | Recorde da temporada do atleta (Season best) | Recorde sul-americano | Recorde sul-americano (South America) | NM                         | Sem marca (No mark)                       |   |                                      |